# دیو مک‌کین
دیو مک‌کین (انگلیسی: Dave McKean؛ زادهٔ ۲۹ دسامبر ۱۹۶۳) یک عکاس، کارگردان و تصویرگر اهل بریتانیا است.
وی طراح پوستر آثاری همچون آلبوم‌های کلان‌شهر بخش ۲: صحنه‌هایی از یک خاطره و همایش و کتاب گورستان و جادوی واقعیت: چگونه می‌دانیم چه چیزی واقعاً درست است بوده‌است.